# ميثاق البندقية
ميثاق البندقية ويُطلق عليه رسميًا ميثاق البندقية لترميم وحفاظ المعالم والمواقع هو مجموعة من المبادئ التوجيهيّة وضعها مجموعة من المتخصّصين في الحفاظ المعماري بعد انعقاد مؤتمر دولي لهم في مدينة البندقيّة الإيطاليّة عام 1964، والتي توفِّر إطارًا دوليًا للحفاظ والترميم للمباني التاريخيّة.
يتكوّن ميثاق البندقيّة من سبعة عناوين رئيسيّة وستة عشر بندًا. ولقد فُسِّر مفهوم الآثار والمواقع التاريخيّة فيه على أنه التراث المُشترك، وبالتالي فإن صونه للأجيال القادمة بشكل أخلاقي قد تم تعريفه على أنه مسؤوليّة مُشتركة. ويُنظر إلى هذا الميثاق حاليًا على أنه من أهم المواثيق المعماريّة الخاصّة بالترميم بالرغم من قدمه، كما يمثّل وجهات نظر حداثيّة معارضة لإعادة البناء.

## تاريخ
يُعتَبر مؤتمر البندقيّة الذي انعقد من 25 - 31 أيار/ مايو 1964 الثاني من نوعه على المستوى العالمي، حيث انعقد أول مؤتمر في العاصمة الفرنسيّة باريس عام 1957، بعد أن تم إعلان ميثاق لترميم المعالم التاريخيّة في العاصمة اليونانيّة أثينا عام 1931 تحت رعاية عصبة الأمم. وقد تبنّى المؤتمر 13 قرارًا، كان الأول ميثاق البندقيّة، والثاني تأسيس المجلس الدولي للمعالم والمواقع. وقد شارك 23 شخصًا في أعمال اللجنة الخاصّة بصياغة هذا الميثاق الدولي لحفظ وترميم الآثار، وهم من دول مختلفة هي إسبانيا، إيطاليا، البرتغال، بلجيكا، بولندا، بيرو، تشيكوسلوفاكيا، تونس، الدنمارك، الفاتيكان، فرنسا، المكسيك، النمسا، هولندا، يوغسلافيا، واليونان.

## المقررات
تمّ الاتفاق على ما يلي من مقررات، بناءً على المؤتمر الدولي الثاني للمعماريين وخبراء الآثار الذي انعقد في البندقية عام 1964،  والتي كان لها الأثر الكبير في تنظيم عمليات صيانة وترميم المنشآت الأثرية: 

### التعريفات
المادة 1. إن مفهوم الأثر التاريخي لا يتضمّن فقط العمل المعماري بمفرده بل أيضًا الموقع الحضري أو الريفي الذي يحوي الدليل لحضارة معيّنة، تطوُّر هام أو حدثٍ تاريخي. وذلك لا يُطبَّق على الأعمال الفنيّة العظيمة فحسب، بل حتّى على الأعمال الأكثر تواضعًا. 
المادة 2. إن صيانة وترميم المنشآت الأثريّة يجب أن يستعين بكافة العلوم والتقنيّات التي تستطيع المساهمة بدراسة ووقاية الإرث المعماري.

### الأهداف
المادة 3. إن القصد من صيانة وترميم المنشآت الأثريّة هو حمايتها باعتبارها أدلّة تاريخيّة.

### الحفاظ
المادة 4. من الضروري لعملية الحفاظ على المنشآت الأثرية أن تكون دائمة ومستمرة. 
المادة 5. إن عملية الحفاظ على المنشآت الأثريّة دائمًا ما تمهّد للاستفادة من هذه المنشآت عبر إعطائها بعض الوظائف الاجتماعيّة المفيدة. إن هذا التوظيف والاستخدام أمرٌ مرغوب به لكن عليه ألّا يغيّر تصميم أو تزيين المبنى. 
المادة 6. الحفاظ على منشأة أثرية يستلزم صيانة المحيط القريب، طالما أن المحيط التقليدي موجود فيجب الحفاظ عليه. فلا يُسمَح بالبناء، التهديم أو إجراء تعديل من شأنه أن يشوّه علاقات الكتلة واللون. 
المادة 7. المنشأة الأثريّة جزء لا تتجزأ من التاريخ الذي هي شاهد عليه، ومن الموقع الّذي حدثت فيه. ولا يمكن السماح بنقل المنشأة الأثريّة أو جزء منها إلّا إذا كانت حماية هذه المنشأة تتطلّب ذلك أو إذا كان النقل مبرَّر ويحقّق مصلحة وطنيّة أو عالميّة. 
المادة 8. يمكن إزالة المنحوتات أو اللوحات أو الرسوم التزيينيّة والّتي تشكّل جزءًا مكمّلاً للمنشأة الأثريّة فقط إذا كانت الإزالة هي الوسيلة الوحيدة لتأمين حمايتها والحفاظ عليها.

### الترميم
المادة 9. إنّ عملية الترميم هي عملية تخصّصية، هدفها صيانة وإظهار القيمة الجماليّة والتاريخيّة للمنشأة الأثريّة، وتقوم على احترام المادة الأصليّة والوثائق الموثوقة المعتمَدة، ويجب أن تتوقف عند النقطة الّتي يبدأ فيها التخمين.
المادة 10. عندما يُثبت أنّ التقنيات التقليديّة غير ملاءمة، يمكن تدعيم المنشأة الأثريّة باستخدام أيّة تقنية حديثة للحماية والإنشاء، بشرط أن تكون هذه التقنيّة قد أظهرت فعاليتها وفق بيانات علمية وتمّ اختبارها بالتجربة. 
المادة 11. يجب احترام التدخّلات والإضافات الّتي حدثت للمبنى الأثري عبر كل العصور طالما أنّ توحيد الطراز ليس هدف الترميم. إنّ تقييم مدى أهمية العناصر المشغول عليها والقرار المتَّخذ بشأن ما يمكن إزالته وتخريبه لا يمكن أن يُوكَل إلى الشخص المسؤول عن الموقع فقط. 
المادة 12. عند استبدال الأجزاء المفقودة، يجب أن تُدمج الأجزاء الجديدة مع الكل بشكل منسجم ومتناغم، لكن بنفس الوقت يجب أن تكون قابلة للتمييز عن الأصل، فالترميم لا يزيّف الدلائل الفنيّة والتاريخيّة. 
المادة 13. لا يمكن السماح بالإضافات إلّا إذا كانت لا تنتقص من الأجزاء المميّزة في المبنى أو محيطه التقليدي أو التوازن ما بين تركيبته وعلاقته مع محيطه. 

### المواقع الأثرية
المادة 14. يجب أن تكون مواقع الآثار موضع عناية خاصّة بغرض الحفاظ على سلامتها والتأكّد من نظافتها وتقديمها بشكل لائق.

### الحفريات
المادة 15. يجب أن تتم التنقيبات بشكل يتناسب مع المعايير العلمية ويجب أن يتم تطبيق المبادئ الدولية المحدّدة المُوصَّى بها في حالة التنقيب الأثري والمعتمَدة من قبل اليونيسكو عام 1956. ويجب أن يتم الحفاظ على الآثار وقياسها خاصةً بالنسبة لعمليات الحفاظ المستمرة ولحماية الخصائص المعمارية للعناصر المكتَشَفة. ويجب استبعاد كافة أعمال إعادة البناء «الاستنتاجية». يمكن السماح بها فقط في حالة تركيب أجزاء موجودة، ويجب أن تكون المادة المكمِّلة المستخدمة دائمًا قابلة للتمييز واستخدامها بالحد الأدنى بما يضمن الحفاظ على الأثر وإعادته إلى وضعه السابق. 

### النشر
المادة 16. يجب أن يكون في جميع أعمال الحفاظ والترميم أو التنقيب، توثيق دقيق على شكل تقارير تحليليّة ونقديّة، وموضَّحة بمخططات وصور فوتوغرافيّة. يجب أن يوضع هذا السجل ضمن المحفوظات التابعة للمعاهد العامة وأن يكون متوفّر للعاملين في مجال البحث. ويوصى بضرورة نشر هذا التقرير. 

## وصلات خارجية
- ميثاق البندقية (بالإنجليزية)
- المجلس الدولي للمعالم والمواقع (بالإنجليزية)
- مساق الحفاظ المعماري، قسم الهندسة المعماريّة - الجامعة الإسلاميّة غزة